# Измайлово (Дмитровский городской округ)
Измайлово — деревня в Дмитровском районе Московской области, в составе сельского поселения Якотское. Население — 8 чел. (2010). До 2006 года Измайлово входило в состав Слободищевского сельского округа.

## Расположение
Деревня расположена в северо-восточной части района, недалеко от границы с Сергиево-Посадским, примерно в 20 км к северо-востоку от Дмитрова, на суходоле, высота центра над уровнем моря 166 м. Ближайшие населённые пункты — Ольявидово на юго-западе, Ильино на юго-востоке и Мартыново на северо-востоке.

## Население
| 2002 | 2006 | 2010 |
| ---- | ---- | ---- |
| 5    | ↘4   | ↗8   |